# 澳洲虹銀漢魚
澳洲虹銀漢魚，為輻鰭魚綱銀漢魚目虹銀漢魚科的其中一種，分布於澳洲西北部淡水流域，為熱帶魚類，體長可達11公分，棲息溪流、沼澤及潟湖，生活習性不明，可做為觀賞魚。

## 擴展閱讀
維基物種上的相關：澳洲虹銀漢魚